# Антипино (Лузький район)
Анти́пино (рос. Антипино) — присілок у складі Лузького району Кіровської області, Росія. Входить до складу Папуловського сільського поселення.
Населення становить 16 осіб (2010, 37 у 2002).
Національний склад станом на 2002 рік — росіяни 97 %.

## Історія
1844 у Антипінсько-Троїцькому Погості була збудована кам'яна Троїцька церква. До цього тут діяли тепла дерев'яна церква в честь Живоначальної Трійці та холодна дерев'яна церква на честь святителя Василя Великого. 1937 року вона була закрита, розкрадена, перелаштована під машинно-тракторну майстерню.